# Hornby Railways
Die Hornby PLC (vormals Hornby Railways, vorvormals Hornby Hobbies) ist der führende Modellbahnhersteller in Großbritannien und nach Zukäufen mehrerer anderer Modellproduzenten inzwischen ein international agierendes Unternehmen mit Produktion in China.
Die Unternehmensgeschichte geht ins Jahr 1901 zurück, als der Gründer Frank Hornby ein Patent auf seinen Meccano-Metallbaukasten erhielt.

## Anteilseigner
(Stand Juli 2024):
- Phoenix Asset Management – 71,63 %
- Artemis Fond Managers Ltd. – 9,75 %
- Fraser Group Plc – 9,25 %
- Streubesitz – 9,37 %

## Geschichte
Hornby, seinerzeit als Meccano Ltd bekannt, brachte seine erste Spielzeugeisenbahn, eine Uhrwerksbahn in der Nenngröße 0, im Jahr 1920 auf den Markt. Eine elektrische Bahn folgte 1925; sie wurde zunächst mit Wechselstrom betrieben, 1929 dann auf Gleichstrom umgestellt.
Zwischen 1927 und 1929 bot Hornby seine Uhrwerksbahnen sowohl in den Vereinigten Staaten als auch in Großbritannien an. Obwohl die in einer Fabrik in Elizabeth (New Jersey) hergestellten Züge eine sehr hohe Qualität aufwiesen, konnten sie sich auf dem US-Markt nicht durchsetzen, da dort bereits mehrere einheimische Unternehmen etabliert waren und deren Produkte zudem deutlich unter den Preisen von Hornby lagen. Hornby-Bahnen verschwanden 1930 wieder vom US-amerikanischen Markt.
Im Jahre 1938 brachte Hornby eine Modelleisenbahn auch in der Spur 00 unter dem Markennamen Hornby Dublo auf den Markt. Die Lokomotiven waren aus Metalldruckguss, die Wagen aus lithographiertem Blech gefertigt. Diese Modelleisenbahn fuhr auf einem Dreischienen-Zweileiter-Gleissystem, in England als 3-rail bezeichnet. Der Mittelleiter war auf dem Blechböschungskörper isoliert montiert. Die Lokomotiven fuhren mit 12 Volt Gleichstrom und besaßen bereits Gleichstrommotoren mit Permanentmagnet, vereinzelt besaßen diese auch noch Uhrwerksantrieb. Bereits im darauffolgenden Jahr 1939 musste die Produktion wegen des Ausbruchs des Zweiten Weltkriegs eingestellt werden. Nach dem Krieg wurde sie schrittweise wieder aufgenommen, erreichte aber erst 1948 wieder ihre volle Kapazität. Zu den herausragenden Zubehören gehörte eine Poststation, bei der von einem vorbeifahrenden Mail Coach Postsäcke eingesammelt und wieder abgeworfen wurden.

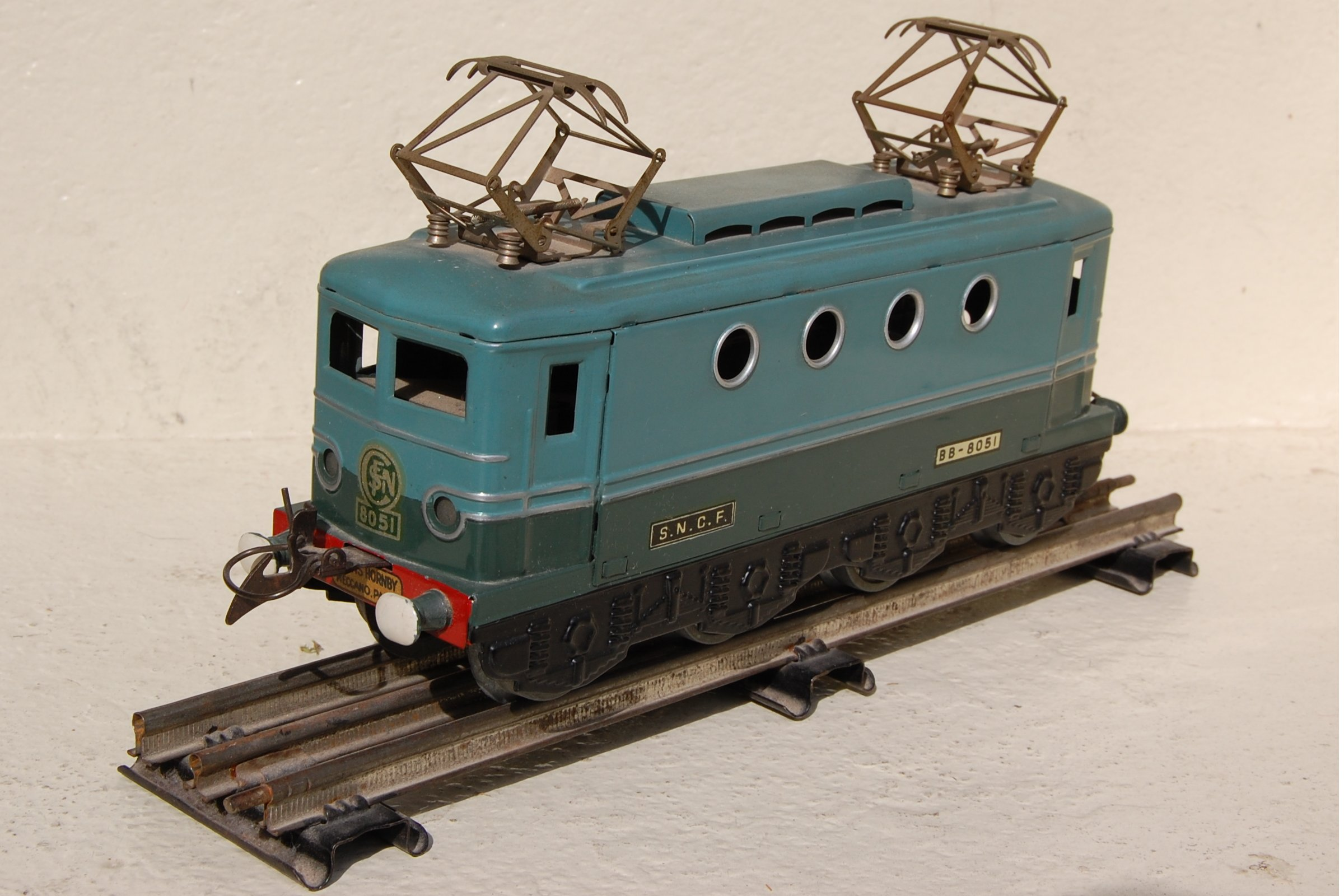
Spur-0-Lokomotive BB 8051 der Französischen Staatsbahnen (SNCF), hergestellt in den 1950er Jahren

Im Jahr 1959 wurde das Hornby-Dublo-Programm auf das Zweischienen-Zweileiter-Gleissystem umgestellt, in England als 2-rail bezeichnet, und erstmals eine Lokomotive mit Kunststoffgehäuse, das Modell der Diesellokomotive der BR-Klasse 20, auf den Markt gebracht. 1964 kaufte der Konkurrent Tri-ang Railways die Meccano Ltd, und Hornby verschmolz mit Tri-ang zu Tri-ang Hornby. Die frühere Hornby-Produktlinie wurde zugunsten der preiswerteren Kunststoff-Ausführungen von Tri-ang aufgegeben. Die ehemaligen Hornby-Produkte und Werkzeuge wurden an G&R Wrenn verkauft. Die Triang-Gruppe wurde 1971 aufgelöst, als Lines Bros., Eigentümer der Meccano Ltd, Konkurs anmeldete. Tri-ang Hornby wurde an Dunbee-Combex-Marx verkauft und firmierte ab 1972 unter Hornby Railways.
1976 musste sich Hornby der Herausforderung durch Palitoy und Airfix stellen, die beide qualitativ hochwertige, detaillierte Modelle herstellten. Die Detaillierung der Hornby-Modelle wurde überarbeitet, um sie für den Käuferkreis der erwachsenen Modelleisenbahner attraktiver zu machen.
Die Digitale Mehrzugsteuerung Zero 1 wurde zu Beginn der 1980er Jahre eingeführt. Dieses System war ein Vorgänger des heutigen Märklin Digital und des Digital Command Control-Systems, die im Verlaufe der 1980er Jahre auf den Markt kamen.
Dunbee-Combex-Marx geriet um 1980 herum in Schwierigkeiten und wurde aufgelöst. Aus Hornby wurde nun Hornby Hobbies. In den frühen 1990er Jahren sah sich Hornby erneut der Konkurrenz neuer Mitbewerber ausgesetzt, wie Dapol, oder etablierten ausländischen Unternehmen wie Lima und Bachmann. Die Produktion wurde 1995 nach Guangdong in China verlagert. Die Verlagerung war 1999 abgeschlossen. Im Rahmen dieses Prozesses kaufte Hornby auch einige Dapol-Produkte und Airfix-Formen auf, die zu diesem Zeitpunkt Dapol gehörten.
Besonders erfolgreiche Hornby-Produkte waren seitdem auch Zugpackungen wie Thomas die Tenderlok oder der aus den Harry-Potter-Büchern und -Filmen bekannte Hogwarts-Express. Als Kooperationsprodukte wurden diese Modelle auch vom deutschen Hersteller Märklin angeboten. Im September 2003 brachte Hornby sein erstes Echtdampf-Modell, ein Modell der Rekordlokomotive Mallard, heraus. Mehrere andere Echtdampf-Modelle wurden seitdem angeboten.
Mittlerweile hatte Hornby Lima aufgekauft, einen italienischen Modellbahnhersteller, der zuvor bereits den französischen Hersteller Jouef übernommen hatte. Die Produkte werden von Hornby nun unter den Marken Rivarossi (Nenngröße H0, 1:87), Lima (Nenngröße H0) und Arnold (Nenngröße N, 1:160) auf den Markt gebracht. Die Produktion der neuaufgelegten Produkte erfolgt weitgehend in China.
Am 1. Mai 2008 wurde bekannt, dass Hornby Corgi Classics Limited, die insbesondere für Diecast-Modelle von Straßenfahrzeugen und Flugzeugen bekannt ist, gekauft hat. Die Produktion läuft, angepasst, unter altem Label weiter. Zur Gruppe gehören heute auch die Marken Humbrol (Modellbaubedarf), Airfix, Scalextric und Bassett-Lowke.
Mitte Dezember 2012 kündigte Hornby auf der offiziellen Website der Hornby-eigenen Marke Pocher (Kunststoff-Modell-Bausätze im Maßstab 1:8) die „Wiedergeburt eines Mythos“ sowie eine offizielle Präsentation zur Wiedereinführung der Marke auf der Nürnberger Spielwarenmesse 2013 an.
Im Februar 2024 beteiligte sich die Frasers Group mit 8,9 % an Hornby.

## Digitalsystem Zero 1
Zero 1 ist eine vom Modelleisenbahn-Hersteller Hornby Railways 1978 angekündigte und ab 1979 ausgelieferte digitale Modelleisenbahnsteuerung. Es gilt als das erste digitale System zur Steuerung von Modelleisenbahnen eines Modelleisenbahn-Herstellers. Bereits 1986 wurde die Produktion schrittweise eingestellt. 1991 war letztmals noch ein Lokdecoder im Katalog aufgeführt.
Zero 1 ermöglichte über denselben Stromkreis die unabhängige Steuerung von bis zu 16 mit einem Lokdecoder ausgerüstete Lokomotiven, eine Dauerzugbeleuchtung sowie die Steuerung von bis zu 99 Zubehörartikel wie Weichen und Signale die über einem Funktionsdecoder verbunden waren. Ein Funktionsdecoder konnte dabei mit vier Weichen oder Signalen verbunden werden. Die Lokdecoder sind 38 × 14 × 8 mm (Länge × Breite × Höhe) groß und steuern die Drehzahl des Permanentmagnet-Motor durch Pulsweitenmodulation in 14 Stufen.
Die Steuerung von Weichen und anderem Zubehör war auf sehr einfache Weise über die Tastatur der Zentraleinheit möglich.

### Kontext zu Märklin Digital und Digital Command Control
Zero 1 basierte auf einer digitaler und nicht auf einer analoger Technologie, wie beispielsweise das System Jouefmatic und Jouefmatic 1976 von Jouef, dass sich von 1968 bis 1983 im Katalog befand. Zero 1 war somit ein Vorläufer der beiden folgenden heute noch existierenden Digitalsysteme:
1. Märklin Digital, das 1984 zum 125-Jahre-Jubiläum erschien und heute umgangssprachlich als Märklin Motorola-System (MM) bezeichnet wird. Heute ist es in einer Weiterentwicklung unter dem Namen Märklin System bzw. zuletzt wiederum als Märklin Digital, in der Fachsprache auch als mfx und mfx+ bezeichnet, auf dem Markt. Das Motorola-Format (MM), genau genommen das ältere Format MM1 sowie MM2 und das weiterentwickelte mfx- und mfx+-Format ist Firmenstandard beim Weltmarktführer Märklin.
2. Digital Command Control (DCC), das von Lenz Elektronik entwickelt wurde und erstmals 1989 beim damals noch selbstständigen Modelleisenbahn-Hersteller Arnold in visuell praktisch gleich aussehenden Steuergeräten wie denjenigen von Märklin erschien. 1990 erschien das System auch als Märklin HAMO-Gleichstrom-Digitalsystem auf dem Markt. Beide verschwanden im Laufe der Zeit, nicht aber das 1991 von Lenz Elektronik selbst auf den Markt gebrachte Lenz Digital Plus.
In der Oktober-Ausgabe 1993 der Zeitschrift Modell Railroader wurde DCC in einer erneut weiterentwickelten Form publiziert. Unmittelbar danach erfolgte 1994 die Aufnahme in die Normen der National Model Railroad Association (NMRA). Dabei wurde DCC von der NMRA als Marke geschützt und zum weltweiten Standard bei Modelleisenbahnen erhoben.

### Implementierung auf einer Modelleisenbahnanlage
Die Zero 1 wurde in drei Schritten im Markt eingeführt und konnte auch in dieser Reihenfolge auf einem Modelleisenbahn-Anlage implementiert werden.
1. Schritt ab 1979: Lokomotiv-Steuerung (Locomotive controlled) mit der Zentraleinheit und deren integriertem Fahrgerät (Master Controller Unit, Artikelnummer R.950), separatem fest an die Zentraleinheit angeschlossenem Fahrgerät (Slave Control Unit, Artikelnummer R.951), über Kabel angeschlossenem Handfahrgerät (Hand Held Slave Controller, Artikelnummer R.952) und Lokdecoder (Locomotive module, Artikelnummer R.955).
2. Schritt ab 1980: Zubehör-Steuerung (Electrical Accessory controlled) mit dem Funktionsdecoder (Accessory modules, Artikelnummer R.956) für Weichen, Signale usw.
3. Schritt 3 = Micromimic Displays (ermöglicht die Anzeige des Status von Weichen und Signalen auf einem Mimic-Display durch LEDs)

### Funktionsweise, Rezension
Obwohl Zero 1 ein wichtiger Meilenstein in der Geschichte der elektronischen Steuerung von Modelleisenbahnen war, konnte es sich nicht dauerhaft durchsetzen. Die erforderlichen Steuergeräte und die für die Lokomotiven notwendigen Lokdecoder galten damals als teuer. Auf sauberen Gleisen und mit gut gewarteten Lokomotiven funktionierte das System aber einwandfrei. Das System galt mit der zweiten Generation von Lokdecoder mit zwei Thyristoren statt einem Triac als Leistungselement als sehr zuverlässig, robust und langlebig.
Preise der Zero-1-Artikel nach der Hornby-Railways-Preisliste von 1980
- R.950 Master Controller: 46,35 £
- R.951 Slave Controller: 13,35 £
- R.952 Hand Slave Controller (Neu) Herbst: 13,35 £
- R.955 Loco Operating Module: 7,15 £
- R.956 Accessory Operating Module (Neu) Sommer: TBA, entsprechend dem englischen Kürzel für noch bekanntzugebende Details

Zum Vergleich:
- R.842 Schlepptender-Dampflokomotive LMS-Klasse 5 „Black Five“: 23,15 £
- R.474 Vierachsiger Reisezugwagen der London, Midland and Scottish Railway: 4,35 £

Im Verlauf der Zeit bot einzig die Tastatur der Master Controller Unit, wenn sie über längere Zeit unsachgemäß gelagert wurde, bezüglich einer störungsfreien Funktion Anlass zu Bedenken.
Lokomotiven, die mit einem Zero-1-Lokdecoder ausgestattet waren, konnten nicht auf konventionellen Gleichstromsystemen eingesetzt werden, was es schwierig machte, die eigenen Lokomotiven auf Anlagen von Freunden oder Vereinsanlagen zu betreiben. Lokomotiven ohne Lokdecoder konnten nicht auf einer Zero-1-Anlage eingesetzt werden. Dies war jedoch nicht unüblich bei analogen oder digitalen Mehrzugsteuerungs-Systemen in jener Zeit.
Das System war spannungs- und netzfrequenzabhängig erhältlich. Es gab eine Variante für Europa ab 1979 sowie eine Variante für die USA ab 1980 und für Kanada ab 1981.
Die Zentraleinheit war für Großbritannien unter der Artikelnummer R.950 erhältlich und für 240 V, 50 Hz ausgelegt. Für Australien war die Zentraleinheit unter der Artikelnummer R.925 erhältlich und ebenfalls für 240 V, 50 Hz ausgelegt.
In den Vereinigten Staaten und in Kanada war die Zentraleinheit unter der Artikelnummer R.944 erhältlich und für 120 V, 60 Hz ausgelegt. Die Artikelnummer von Zubehör-Artikel lauteten auch etwas anders. So hatte das fest an die Zentraleinheit angeschlossenem Fahrgerät den Artikelnummer R.945, der Lokdecoder den Artikelnummer R.947 und der Funktionsdecoder die Artikelnummer R.946.
Das digitale Signal wurde auf eine sinusförmige Wechselspannung von 18 Volt moduliert, ähnlich wie das analoge Signal beim Mehrzugsystem Jouefmatic.
Dies ermöglichte bei beiden Systemen die Realisierung von Lokdecodern mit drei Anschlüssen: einer gemeinsamen Masse für den Lokdecoder und den 12-Volt-Permanentmagnet-Motor sowie je einem Anschluss für die Eingangsspannung des Lokdecoders und einer Verbindungsleitung vom Lokdecoder zum Motor. Dabei konnte die gemeinsame Masse des Lokdecoders und des Motors mit der dem Gehäusemasse verbunden sein. Die Motoren wurden mit der einen Halbwelle in die eine Fahrtrichtung angesteuert, mit der anderen Halbwelle in die andere Fahrtrichtung. Anfänglich erfolgte diese Ansteuerung mit einem Leistungselement, einem Triac, später dann mit zwei Leistungelementen, zwei Thyristoren.
Obschon Zero 1 nur kurz auf dem Markt war, hatte es laut einer Leserumfrage der US-amerikanischen Zeitschrift Model Railroader Anfang der 1980er Jahre in Nordamerika die größte Verbreitung unter den bekannten Mehrzug-Steuerungs-Systemen.

### Schlussverkauf
1985 erschien die Zentraleinheit letztmals im Katalog.
1986 wurden noch die folgenden Artikel im Katalog gelistet: Fahrgerät, Handfahrgerät, Lokdecoder, Leitlack und Funktionsdecoder. Diese Artikel waren bis in die späten 1980er Jahren noch im Fachhandel erhältlich, der Lokdecoder, der ein letztes Mal im Katalog von 1991 mit dem Hinweis auf einen begrenzten Vorrat aufgeführt war, noch einige Jahre danach.
Reparaturen an Zero-1-Einheiten wurden von Hornby schon bald nicht mehr durchgeführt, anscheinend infolge des Mangels an Ersatzteilen.
Zero 1 wird mit Stand 2024 noch heute von einigen Modelleisenbahnern verwendet, wie die Angebote und Nachfrage auf Seiten von Online-Marktplätzen wie eBay sowie Filmen auf YouTube aus den vergangenen Jahren zeigen.